# 科特韦勒-施万登
科特韦勒-施万登是德国莱茵兰-普法尔茨州的一个市镇。总面积7.61平方公里，总人口1254人，其中男性607人，女性647人（2011年12月31日），人口密度165人/平方公里。